# Cosmocampus howensis
Cosmocampus howensis är en fiskart som först beskrevs av Gilbert Percy Whitley 1948.  Cosmocampus howensis ingår i släktet Cosmocampus och familjen kantnålsfiskar. Inga underarter finns listade i Catalogue of Life.